# Kunějovice
Kunějovice (německy Kuniowitz) jsou vesnice v okrese Plzeň-sever v Plzeňském kraji. V obci žije 174 obyvatel.

## Historie
První písemná zmínka o vesnici pochází z roku 1269.

## Obyvatelstvo
| Rok            | 1869 | 1880 | 1890 | 1900 | 1910 | 1921 | 1930 | 1950 | 1961 | 1970 | 1980 | 1991 | 2001 | 2011 | 2021 |
| -------------- | ---- | ---- | ---- | ---- | ---- | ---- | ---- | ---- | ---- | ---- | ---- | ---- | ---- | ---- | ---- |
| Počet obyvatel | 260  | 270  | 235  | 223  | 236  | 227  | 251  | 197  | 212  | 179  | 129  | 120  | 127  | 139  | 180  |
| Počet domů     | 40   | 40   | 43   | 43   | 43   | 40   | 46   | 44   | 45   | 46   | 35   | 38   | 49   | 52   | 61   |

## Obecní správa
Mezi lety 1869–1980 Kunějovice byly obcí v okrese Stříbro (1869–1930), poté v okrese Plzeň-okolí (1950) a později v okrese Plzeň-sever. Od 1. července 1980 do 23. listopadu 1990 patřily jako část města k Všerubům a od 24. listopadu 1990 jsou opět samostatnou obcí.

### Obecní symboly
Znak a vlajka byly obci uděleny rozhodnutím předsedy Poslanecké sněmovny Parlamentu České republiky dne 4. dubna 2019.